# 数据狗

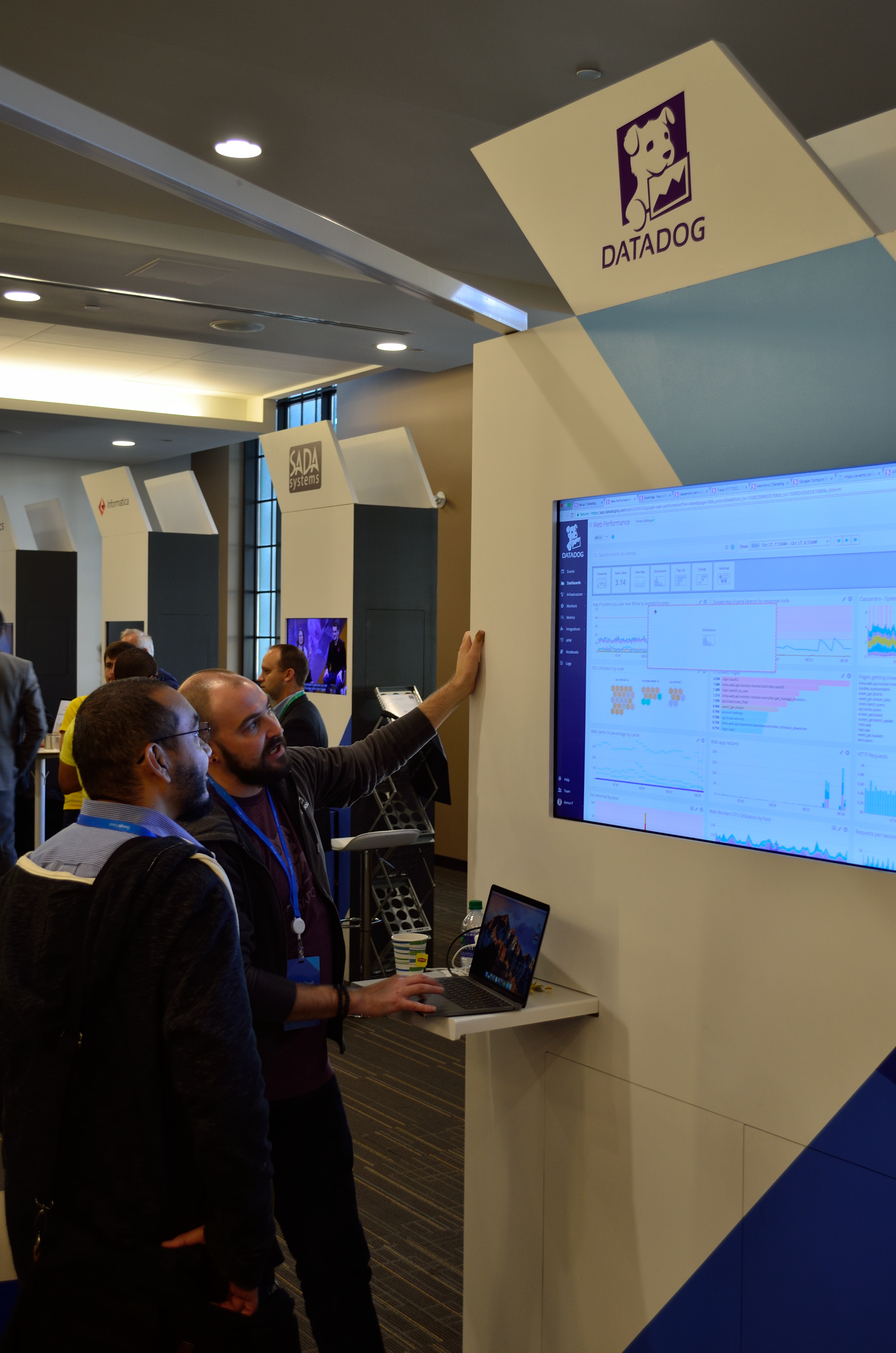
谷歌云峰会上的数据狗

数据狗（Datadog）是美国的一家SaaS公司，提供服务器、数据库等的监控服务。 

## 历史
该公司创立于2010年，创始人来自无线世代（Wireless Generation）。2015年收购Mortar Data。随着公司规模扩大和不断并购，它先后在巴黎和东京等地开设了分部。

### 融资
2010年接受NYC Seed、Contour Venture Partners、IA Ventures、杰瑞·纽曼和亚历克斯·佩恩等的种子轮投资，2012年接受指数投资和RTP投资的A轮融资，2014年接受Openview的B轮融资，2015年接受指数投资3100万美元的C轮融资。2016年接受ICONIQ资本9450万美元的D轮融资，2019年9月19日在纳斯达克上市。